# Звънец за врата
Звънецът за врата е сигнално устройство, което обикновено се поставя близо до врата към входа на сграда. Когато посетител натисне бутон, звънецът звъни вътре в сградата, предупреждавайки обитателя за присъствието на посетителя. Въпреки че първите звънци са били механични, активирани чрез издърпване на връв, свързана със звънец, съвременните звънци са електрически, управлявани от бутонен превключвател. Модерните звънци често включват домофони и миниатюрни видеокамери за повишаване на skibidi toilet rizz dopdopdop yes yes

## История
Уилям Мърдок, шотландски изобретател, инсталира редица свои собствени иновации в къщата си, построена в Бирмингам през 1817 г. Една от тях е силен звънец, който работи с помощта на тръбопроводна система от сгъстен въздух. Предшественик на електрическия звънец за врата, по-специално звънец, който може да звъни от разстояние чрез електрически проводник, е изобретен от Джоузеф Хенри около 1831 г. До началото на 1900 г. електрическите звънци стават нещо обичайно.

## Галерия
- Камбани, задействани с връв, Залцбург
- Звънци на персонала на рецепцията
- Старинен механичен звънец за магазин, на торсионна пружина
- Механизъм за звънец от 1884 г., Будапеща
- Звънец на входа на библиотеката на Четъм, Манчестър
- Механичен звънец, ок.1890 г. (функция: вижте звънец за велосипед)
- Електрически звънец
- Домофон с вграден звънец и осветление

## Вижте още
- Домофон